# Copa do Caribe de 2014
A Copa do Caribe de 2014 foi a 18ª edição da Copa do Caribe, uma competição entre seleções afiliadas a União Caribenha de Futebol. Ocorreu entre 9 e 18 de novembro. Em 18 de março de 2014 foi anunciado a Jamaica como sede da competição.
As quatro melhores equipes da competição se classificam para a Copa Ouro da CONCACAF de 2015 enquanto a quinta colocada irá enfrentar o quinto colocado da Copa Centroamericana de 2014, para definir uma vaga na competição.
O campeão se classificou para a Copa América Centenário, um torneio organizado pela CONMEBOL e a CONCACAF que teve como sede os Estados Unidos.

## Qualificação
Uma fase preliminar de qualificação ocorreu em maio de 2014. A primeira fase de qualificação consiste em 24 times, aconteceu entre 1–9 de setembro e a segunda fase entre 6–14 de outubro.
Em abril de 2014 foi anunciado o sorteio desta fase. Um total de 26 equipes entraram na competição. Cuba (campeã da edição passada) e a Jamaica (sede da competição) entram diretamente na fase de grupos. As equipes de Bahamas, Bermuda, Ilhas Cayman, Saint-Martin e Sint Maarten não disputam a competição.

### Equipes classificadas
| Time              | Qualificação               | Participações | Melhor resultado                                         |
| ----------------- | -------------------------- | ------------- | -------------------------------------------------------- |
| Jamaica           | País sede                  | 15ª           | Campeão (1991, 1998, 2005, 2008, 2010)                   |
| Cuba              | Detentor do título         | 11ª           | Campeão (2012)                                           |
| Trinidad e Tobago | Vencedor – Grupo 7         | 18ª           | Campeão (1989, 1992, 1994, 1995, 1996, 1997, 1999, 2001) |
| Antígua e Barbuda | Segundo colocado – Grupo 7 | 8ª            | Quarto-lugar (1998)                                      |
| Haiti             | Vencedor – Grupo 8         | 9ª            | Campeão (2007)                                           |
| Guiana Francesa   | Segundo colocado – Grupo 8 | 3ª            | Fase de grupos (1995, 2012)                              |
| Martinica         | Campeão – Grupo 9          | 13ª           | Campeão (1993)                                           |
| Curaçau           | Segundo colocado – Grupo 9 | 3ª1           | Quarto lugar (1989)                                      |

Negrito indica que a equipe sediou ou co-sediou o campeonato.

1. Esta é a primeira participação de Curaçao desde a dissolução das Antilhas Neerlandesas.

## Fase de grupos

### Grupo A
| Pos. | Seleção           | Pts | J | V | E | D | GP | GC | SG |
| ---- | ----------------- | --- | - | - | - | - | -- | -- | -- |
| 1    | Trinidad e Tobago | 7   | 3 | 2 | 1 | 0 | 7  | 4  | +3 |
| 2    | Cuba              | 5   | 3 | 1 | 2 | 0 | 4  | 3  | +1 |
| 3    | Guiana Francesa   | 4   | 3 | 1 | 1 | 1 | 7  | 6  | +1 |
| 4    | Curaçau           | 0   | 3 | 0 | 0 | 3 | 5  | 10 | –5 |

Todas as partidas seguem o fuso horário local (UTC−5).
| 11 de novembro | Curaçau                 | 2 – 3     | Trinidad e Tobago                    | Complexo Esportivo de Montego Bay, Montego Bay |
| 17:30          | Meulens 18' · Maria 48' | Relatório | K. Jones 26' (pen), 38' · Molino 52' | Árbitro: BAR Trevor Taylor                     |

| 11 de novembro | Cuba            | 1 – 1     | Guiana Francesa | Complexo Esportivo de Montego Bay, Montego Bay |
| 20:00          | A. Martínez 57' | Relatório | Solvi 90+4'     | Árbitro: SLV Joel Aguilar                      |

| 13 de novembro | Trinidad e Tobago                                  | 4 – 2     | Guiana Francesa               | Complexo Esportivo de Montego Bay, Montego Bay |
| 17:30          | Molino 17', 58' · Peltier 62' (pen) · Guerra 90+2' | Relatório | Saint-Clair 64' · Legrand 84' | Árbitro: DOM Sandy Vasquez                     |

| 13 de novembro | Curaçau                       | 2 – 3     | Cuba                                   | Complexo Esportivo de Montego Bay, Montego Bay |
| 20:00          | Rajcomar 45' · Nepomuceno 69' | Relatório | Corrales 15' · López 51' · Leiva 90+5' | Árbitro: BAH Wilson da Costa                   |

| 15 de novembro | Guiana Francesa                               | 4 – 1     | Curaçau     | Complexo Esportivo de Montego Bay, Montego Bay |
| 17:30          | Saint-Clair 18' · Fabien 26', 64' · Adipi 34' | Relatório | Meulens 84' | Árbitro: LCA Leo Clarke                        |

| 15 de novembro | Cuba | 0 – 0     | Trinidad e Tobago | Complexo Esportivo de Montego Bay, Montego Bay |
| 20:00          |      | Relatório |                   | Árbitro: BAR Trevor Taylor                     |

### Grupo B
| Pos. | Seleção           | Pts | J | V | E | D | GP | GC | SG |
| ---- | ----------------- | --- | - | - | - | - | -- | -- | -- |
| 1    | Jamaica           | 7   | 3 | 2 | 1 | 0 | 6  | 1  | +5 |
| 2    | Haiti             | 4   | 3 | 1 | 1 | 1 | 5  | 4  | +1 |
| 3    | Martinica         | 4   | 3 | 1 | 1 | 1 | 3  | 4  | –1 |
| 4    | Antígua e Barbuda | 1   | 3 | 0 | 1 | 2 | 2  | 7  | –5 |

Todas as partidas seguem o fuso horário local (UTC−5).
| 12 de novembro | Haiti                     | 2 – 2     | Antígua e Barbuda      | Complexo Esportivo de Montego Bay, Montego Bay |
| 17:30          | Alcénat 23' · Belfort 36' | Relatório | Weston 58' · Byers 60' | Árbitro: LCA Leo Clarke                        |

| 12 de novembro | Jamaica      | 1 – 1     | Martinica  | Complexo Esportivo de Montego Bay, Montego Bay |
| 20:00          | Mattocks 13' | Relatório | Arquin 29' | Árbitro: MEX Roberto García                    |

| 14 de novembro | Martinica | 0 – 3     | Haiti                           | Complexo Esportivo de Montego Bay, Montego Bay |
| 17:30          |           | Relatório | Guerrier 52' · Belfort 63', 90' | Árbitro: GUY Sherwin Moore                     |

| 14 de novembro | Jamaica                                  | 3 – 0     | Antígua e Barbuda | Complexo Esportivo de Montego Bay, Montego Bay |
| 20:00          | Lawrence 29' · Mattocks 44' · Austin 85' | Relatório |                   | Árbitro: CRC Ricardo Cerdas                    |

| 16 de novembro | Antígua e Barbuda | 0 – 2     | Martinica             | Complexo Esportivo de Montego Bay, Montego Bay |
| 17:30          |                   | Relatório | Buval 57' · Goron 90' | Árbitro: MEX Roberto García                    |

| 16 de novembro | Jamaica                    | 2 – 0     | Haiti | Complexo Esportivo de Montego Bay, Montego Bay |
| 20:00          | Dawkins 13' · Mattocks 20' | Relatório |       | Árbitro: SLV Joel Aguilar                      |

### Melhores terceiros classificados
Como não existe uma partida para a disputa do quinto lugar, o melhor terceiro lugar de acordo com os resultados da fase de grupos avança para o play-off de qualificação da Copa Ouro da CONCACAF de 2015, partida que será disputada contra Honduras, quinto lugar da Copa Centroamericana de 2014.
| Seleção         | P | J | V | E | D | GP | GC | SG | Grupo |
| --------------- | - | - | - | - | - | -- | -- | -- | ----- |
| Guiana Francesa | 4 | 3 | 1 | 1 | 1 | 7  | 6  | +1 | A     |
| Martinica       | 4 | 3 | 1 | 1 | 1 | 3  | 4  | –1 | B     |

## Fase final
Todas as seleções que chegarem a esta fase se classificaram para a Copa Ouro da CONCACAF de 2015.

### Disputa pelo terceiro lugar
| 18 de novembro | Cuba            | 1 – 2     | Haiti                     | Complexo Esportivo de Montego Bay, Montego Bay |
| 17:00          | A. Martínez 89' | Relatório | Jérôme 56' · Guerrier 86' | Árbitro: MEX Roberto García                    |

### Final
| 18 de novembro | Trinidad e Tobago | 0 – 0 (pro) | Jamaica | Complexo Esportivo de Montego Bay, Montego Bay |
| 20:00          |                   | Relatório   |         | Árbitro: CRC Ricardo Cerdas                    |

|                                        |       | Penalidades                           |  |
| K. Jones Guerra Molino J. Jones Hyland | 3 – 4 | Taylor McAnuff Phillips Seaton Austin |  |

A Jamaica se classificou para a Copa América Centenário.

## Premiação
| Copa do Caribe de 2014      |
| Jamaica                     |
| --------------------------- |
| JAMAICA Campeão (6° título) |